# Phenethylformiat
Phenethylformiat (auch Phenylethylformiat, genauer 2-Phenethylformiat oder 2-Phenylethylformiat) ist eine organische Verbindung aus der Gruppe der Carbonsäureester. Es leitet sich von 2-Phenylethanol und Ameisensäure ab.

## Vorkommen

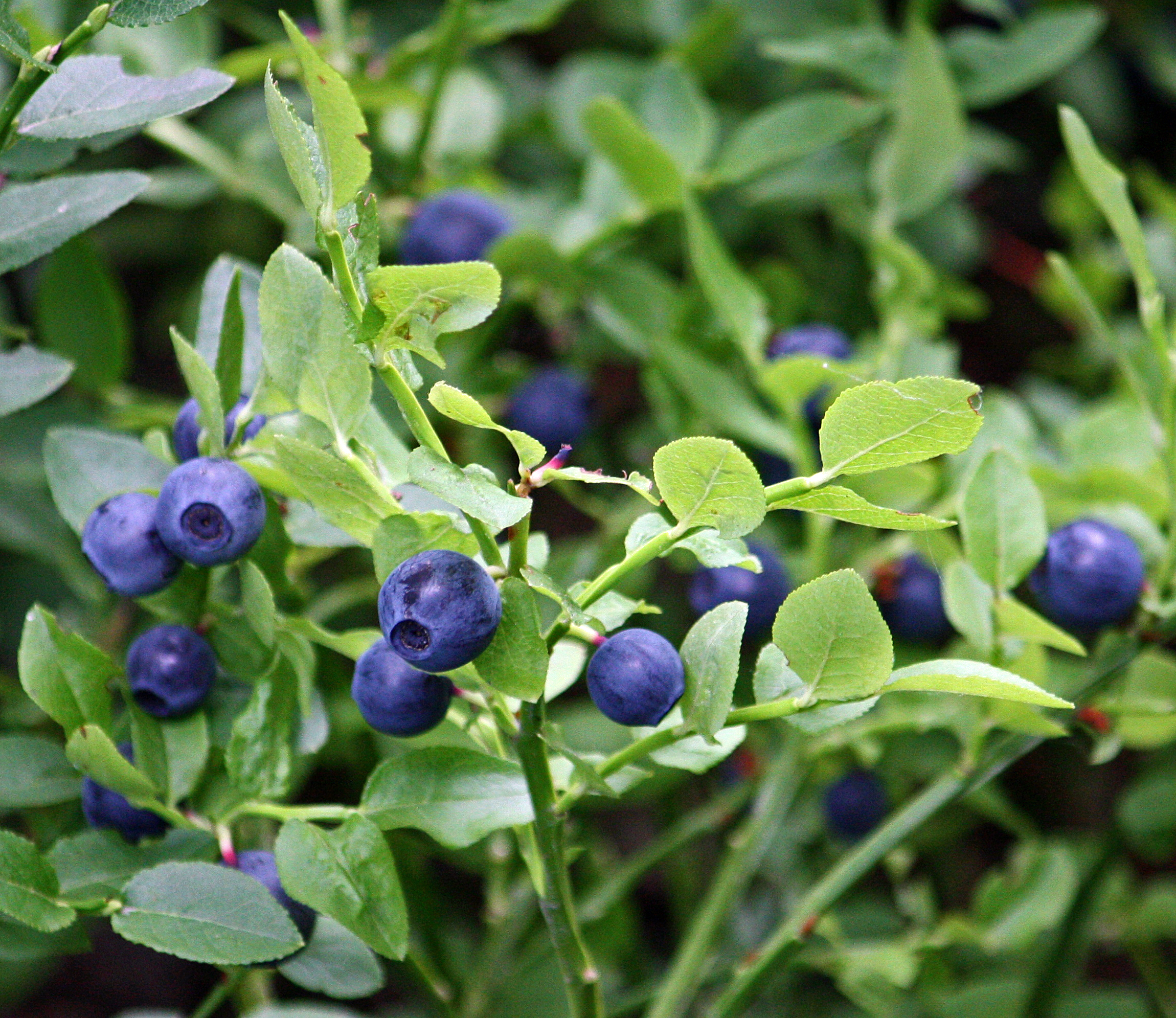
Blaubeeren

Phenethylformiat ist eine Aromakomponente von bestimmten Heidelbeer-Varietäten (Gattung Vaccinium).

## Herstellung
Phenethylformiat kann durch biotechnologische Veresterung von 2-Phenylethanol mit Ameisensäure durch verschiedene Lipasen, beispielsweise aus Candida antarctica, hergestellt werden.
Phenethylformiat tritt bei der biotechnologischen Umwandlung von Zimtaldehyd in 2-Phenylethanol als Zwischenprodukt auf. Dabei wird der Zimtaldehyd zunächst zu Hydrozimtaldehyd reduziert, dann durch eine Baeyer-Villiger-Monooxygenase zu Phenethylformiat oxidiert. Die Hydrolyse, die teilweise spontan abläuft, aber zusätzlich durch Formiat-Dehydrogenase beschleunigt wird, ergibt 2-Phenylethanol.

## Verwendung
Phenethylformiat wird als Duftstoff in Kosmetika und Reinigungsmitteln verwendet. Die jährliche Verwendungsmenge liegt weltweit in der Größenordnung von ein bis zehn Tonnen. Phenethylformiat ist in der EU unter der FL-Nummer 09.083 als Aromastoff für Lebensmittel zugelassen.